# Häxprocessen i Thisted
Häxprocessen i Thisted, också känd som Besættelsen i Thisted, utspelade sig i Thisted på Jylland 1696–1698. Det har kallats Danmarks sista häxprocess, och markerar slutet på tron på häxeri bland de danska myndigheterna.
I januari 1696 diagnostiserade kyrkoherde Ole Bjorn Maren Christensdatter Spillemands anfall som besättelse orsakad av magi. Snart började även andra kvinnor och flickor drabbas av samma anfall. Flera lokala kvinnor utpekades som ansvariga för att ha orsakat anfallen med hjälp av trolldom. De anklagade dömdes av en lokal domstol att brännas på bål som skyldiga till trolldom. De påstått besatta offren bekände då för biskop Jens Bircherod (1658-1708) att de hade ljugit. Detta ledde till att de dömda frikändes av högre instans. Ole Bjorn och de falska offren dömdes till döden av en lokal domstol. Monarken omvandlade domen till landsförvisning för kyrkoherden och fängelse för kvinnorna. Ytterligare personer inblandade i häxprocessen fick varningar.
Efter fallet i Thisted var danska myndigheter ovilliga att acceptera fler dödsdomar för häxeri. När den lokala domstolen i Schelenburg dömde två kvinnor till döden för häxeri 1708 upphävdes domen av högre instans; den sista personen avrättades för häxeri 1722, men det var en soldat i Bremerholm som dömdes och avrättades av en militärdomstol och inte en vanlig domstol. Fler personer dömdes för djävulspakt, så som en student 1733, en jordbrukare 1752 och två hantverkare 1803, men ingen av dem dömdes till döden. Det förekom dock länge lynchningar av personer misstänkta för häxeri, så som fallet med Dorte Jensdatter 1722 och Anna Klemens 1800.